# Strada statale 16 var/A Variante di Argenta
La strada statale 16 var/A Variante di Argenta (SS 16 var/A) è una strada statale italiana dell'Emilia-Romagna.

## Descrizione
La strada costituisce la prosecuzione verso sud dell'itinerario a scorrimento veloce della strada statale 16 Adriatica proveniente da Ferrara.

### Tabella percorso
| Variante di Argenta |                                               |      |           |
| Tipo                | Indicazione                                   | ↓km↓ | Provincia |
|                     | Adriatica ex di Codigoro                      | 0,0  | FE        |
|                     | Variante per Alfonsine, Ravenna (in progetto) | 7,0  | FE        |
|                     | per Argenta                                   | 7,3  | FE        |